# سوزوكو ميموري
سوزوكو ميموري (三森すずこ ميموري سوزوكو) هي مطربة وممثلة يابانية ولدت في 28 يونيو 1986 في طوكيو.

## أدوارها في التوكوساتسو
- ألترامان جيد - ريم (صوت)

## أدوارها في الأنمي

### مسلسلات أنمي تلفزيونية
- أوبرا المحققين ميلكي هولمز - شرلوك شلينغفورد
- أوبرا المحققين ميلكي هولمز الجزء الثاني - شرلوك شلينغفورد
- نحن الاثنان ميلكي هولمز - شرلوك شلينغفورد
- أوبرا المحققين ميلكي هولمز TD - شرلوك شلينغفورد
- يورويوري - هيماواري فوروتاني
- أريا الرصاصة القرمزية - كيونو تاكارا
- BTOOOM! - هيميكو
- لاغرانج زهرة الريني - ميتشي كوندو
- كوينز بليد: ريبيليون - إيلين
- لاف لايف! - أومي سونودا
- فريزينغ فايبريشن - أميليا إيفانز
- فايري تايل - هيسوي إي فيور
- البطلة يونا يوكي - ميموري توغو
- طوكيو غول A√ - روما هويتو
- المعلم الأوتاكو - كويومي هيراغي
- لانس آند ماسكس - أليس كليفلاند
- كاردفايت!! فانغارد - كورين تاتسوناغي
- كاردفايت!! فانغارد: آسيا سيركيت - كورين تاتسوناغي
- كاردفايت!! فانغارد: لينك جوكر - كورين تاتسوناغي
- كاردفايت!! فانغارد: ليجن ميت - كورين تاتسوناغي
- كاردفايت!! فانغارد (2018) - كورين تاتسوناغي
- دانغانرونبا 3: نهاية أكاديمية قمة الأمل - هيوكو سايونجي
- شينوبي نوبوناغا - أويتشي
- شينوبي نوبوناغا: إيسي وكانيغاساكي - أويتشي
- شينوبي نوبوناغا: أنيغاوا وإيشياما - أويتشي، تشاتشا
- النمر المقنع W - هارونا تاكاوكا
- أنتقام ماساموني-كن - نِيكو فوجينوميا
- كيوس;تشايلد - هيناي أريمورا
- أكيباز تريب: ذي أنيميشن - ميوميو
- شوجو كاغيكي رفيو ستارلايت - هيكاري كاغورا
- بانغ دريم! - يوري أوشيغومي
- بوبتيبيبيك - بيبيمي (الحلقة 10A)
- تيكيو - كاناي شينجو

### أنمي الإنترنت
- إيسيكاي إيزاكايا نوبو - شينوبو

### أفلام أنمي
- سلسلة أفلام ديجيمون أدفنتشر تراي
  - ديجيمون أدفنتشر تراي الفصل الأول: لم الشمل - سورا تاكينوتشي
  - ديجيمون أدفنتشر تراي الفصل الثاني: العزيمة - سورا تاكينوتشي
  - ديجيمون أدفنتشر تراي الفصل الثالث: الاعتراف - سورا تاكينوتشي
  - ديجيمون أدفنتشر تراي الفصل الرابع: الفقدان - سورا تاكينوتشي
  - ديجيمون أدفنتشر تراي الفصل الخامس: التعايش - سورا تاكينوتشي
- آربيجيو الفولاذ الأزرق: آرس نوفا DC - أشيغارا
- آربيجيو الفولاذ الأزرق: آرس نوفا Cadenza - أشيغارا
- كاردفايت!! فانغارد: نيون ميسايا - كورين تاتسوناغي
- لاف لايف! ذا سكول آيدول موفي - أومي سونودا

## أدوارها في ألعاب الفيديو
- دانغانرونبا 2: غودباي ديسبير - هيوكو سايونجي
- ديت أ لايف: أروسو إنستول - ماريا أروسو، مارينا أروسو
- البطلة يونا يوكي: ذكريات بحر الأشجار - ميموري توغو

## أدوارها في الدبلجة اليابانية
- ماي ليتل بوني: فرندشيب إز ماجيك - بينكي باي

## وصلات خارجية
- سوزوكو ميموري على موقع IMDb (الإنجليزية)
- سوزوكو ميموري على موقع ميوزك برينز (الإنجليزية)
- سوزوكو ميموري على موقع ديسكوغز (الإنجليزية)
- سوزوكو ميموري على موقع قاعدة بيانات الفيلم (الإنجليزية)
- سوزوكو ميموري على موقع ANN person (الإنجليزية)